# 河东区 (天津市)
河东区是中华人民共和国天津市的市辖区，位于天津市区东部，面积39.63平方公里。天津站、河东万达商圈、海河东岸商务区、大直沽、棉3均坐落于此。河东区亦是天津市区连接滨海新区的前沿，是实现天津市经济重心战略东移的要地。區人民政府駐泰興南路32號。

## 历史

### 古代

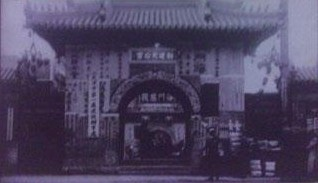
大直沽天妃慈灵宫

河东区具有悠久的历史和文化。海河及大直沽是天津市的发源地，素有“先有大直沽，后有天津卫”一说。河东地区汉朝时属章武郡、渤海郡。1125年，金朝设立直沽寨（今大直沽）。1236年，元朝在大直沽置司、设熬煎办，管理盐业生产，成为海上交通枢纽。1282年，大直沽设接运厅、临清运粮万户府，隶属大都路。1404年，明朝在海河南岸修建了一系列军事据点，使该地区的经济中心从大直沽南移，属静海县。
清朝属武清县。1731年天津直隶州升为天津府，沈庄子、郭庄子、瓦庄子至季家楼、李公楼、王庄、唐家口一带隶属天津府。乾隆三十年（1765年）长芦通纲盐商共同合资在海河东岸建造了柳墅行宫，供皇帝巡幸驻跸用的行宫，同时也是清朝天津府城历史上规模最大的皇家行宫。1765年始建，历经两次修缮，至道光二十六年（1846年）殆毁，历经81年。

### 近代

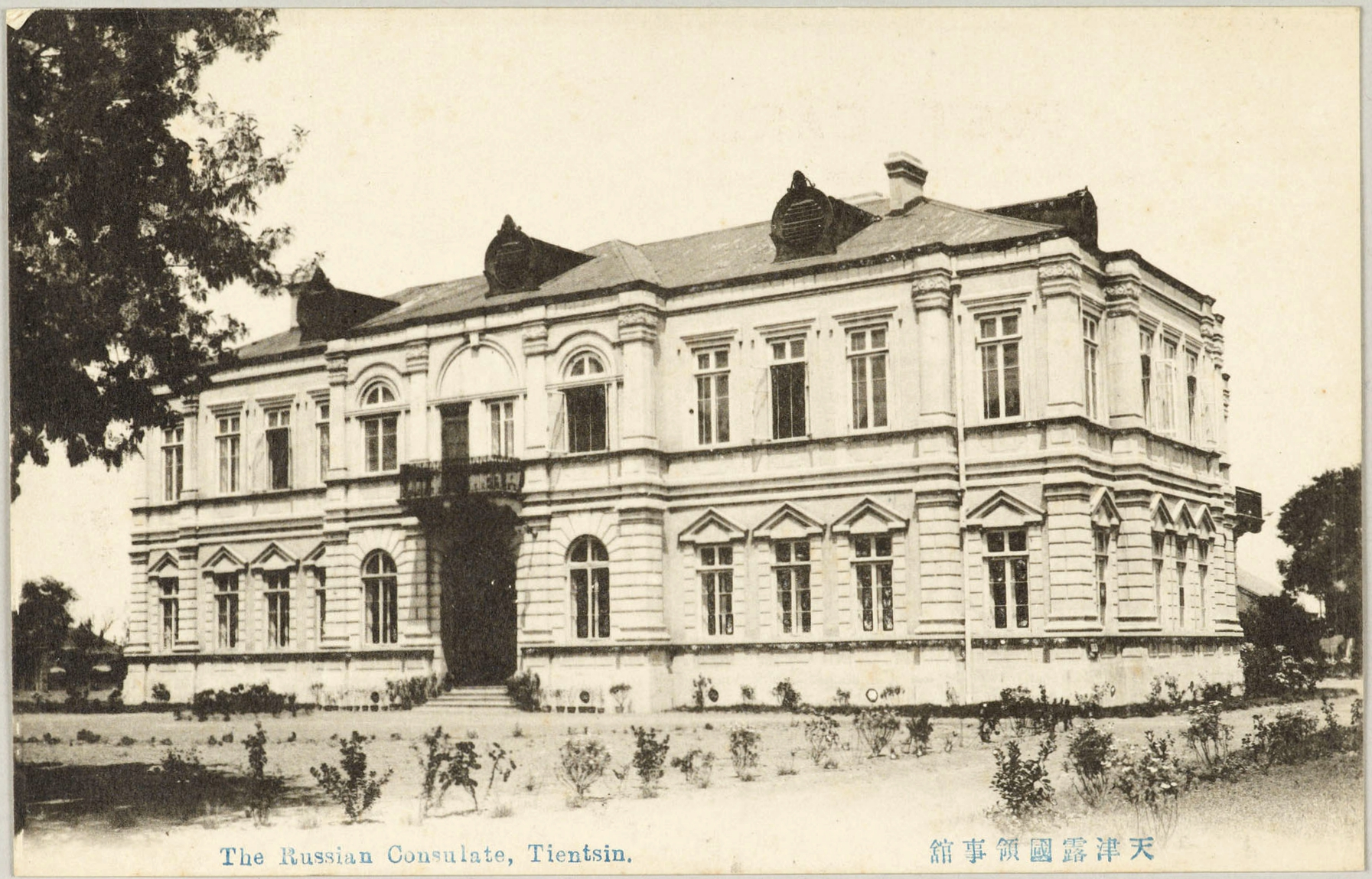
原俄国驻天津领事馆

1885年，直隶总督兼北洋大臣李鸿章为兴办洋务运动在大直沽创设天津武备学堂，意在通过新式教育培养新式陆军军官等新型军事人才，是中国第一所开展近代军事教育陆军学堂。1888年，老龙头火车站随唐胥鐵路通车而开始启用。洋务运动期间，北洋机器局东局（东局子）于河东开办。
1900年八国联军占领天津后，武清县的一部分成为俄租界的一部分，而俄租界以南的一块土地则割让给比利时作为租界。原地域内的李公楼村、唐家口村被迫迁至京奉铁路以北地区，原盐坨被迫迁到挂甲寺村一带。1902年，海河截弯取直，将原海河东岸区境内的挂甲寺、杨庄子等村截至海河西岸（今河西区）。早年的天津俄租界区位于河东区，面积超过当时的天津英租界，居天津各国租界之首。
1912年，民国成立，区境除俄、比租界外均属直隶省天津县管辖。1920年俄国十月革命后，俄租界由北洋政府代管。1924年新成立的苏联政府正式将天津俄租界还给北洋政府并改为天津特别行政区第三区，属天津特别市。1931年比利时归还租界，成为第四区。1934年，重新划定市县分界，区境除第三区、第四区及公安五警区和乡区一、五两所部分地域隶属天津市外，其余地域隶属直隶省天津县。天津市于1937年至1945年被日本占领，成立伪天津特别市公署，期间4次重划市内各区界线。1937年至1941年，日軍在今富民路街道修建“北支那野戦軍貨物厂本部”（華北物資總庫，俗稱新倉庫）。1945年，抗日战争胜利，区境区划、隶属均沿旧制。1947年，国民政府为加强城防工事，在今津塘路与东兴路交口蝶式立交桥处设卡口，马路两侧各建了一座碉堡，中间修了两扇大铁门，连接碉堡、铁门的墙东面有一块汉白玉匾，上书“中山门”三个苍劲大字，这便成为中山门的地名来源。

### 当代

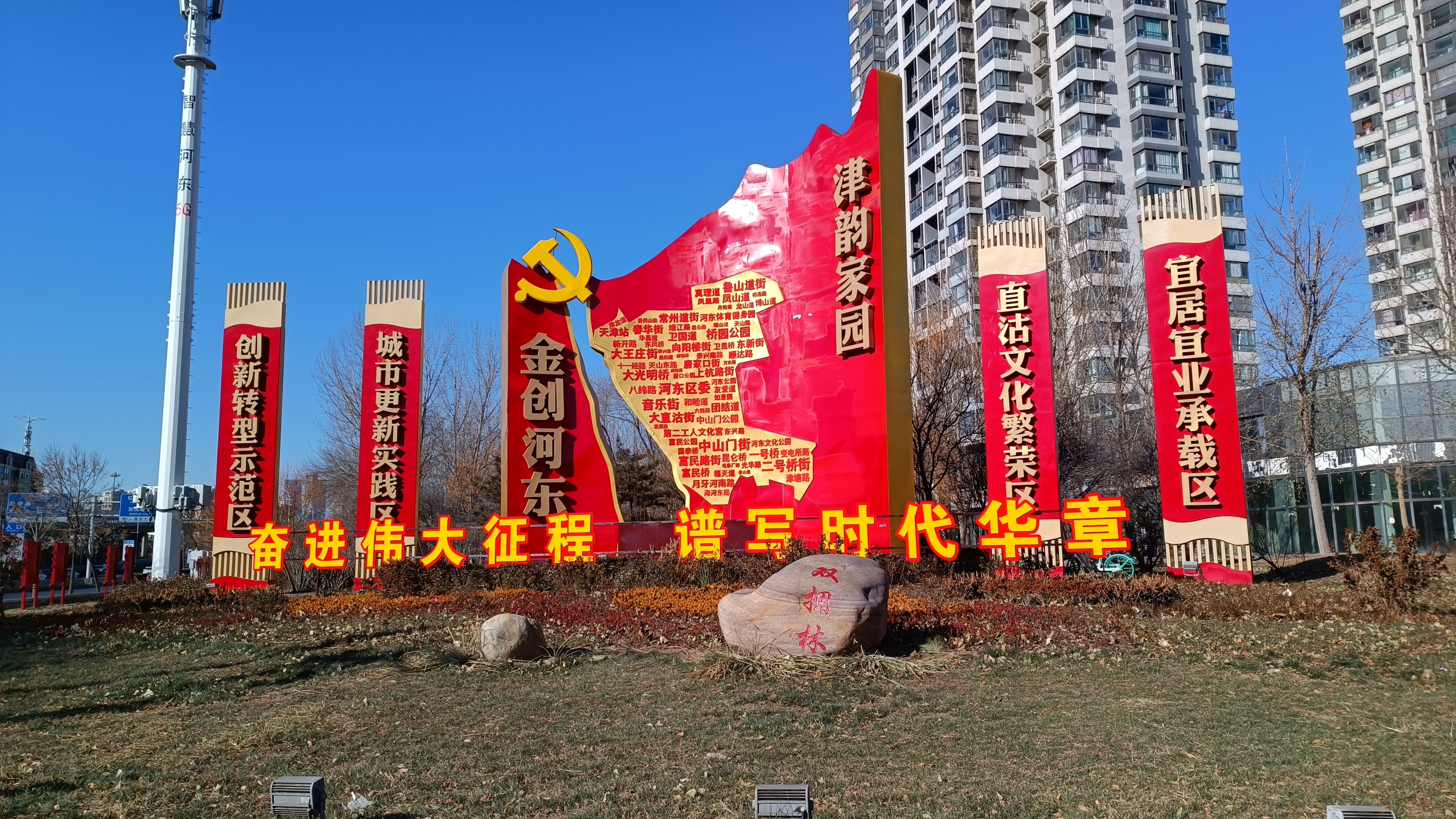
河东区宣传标语

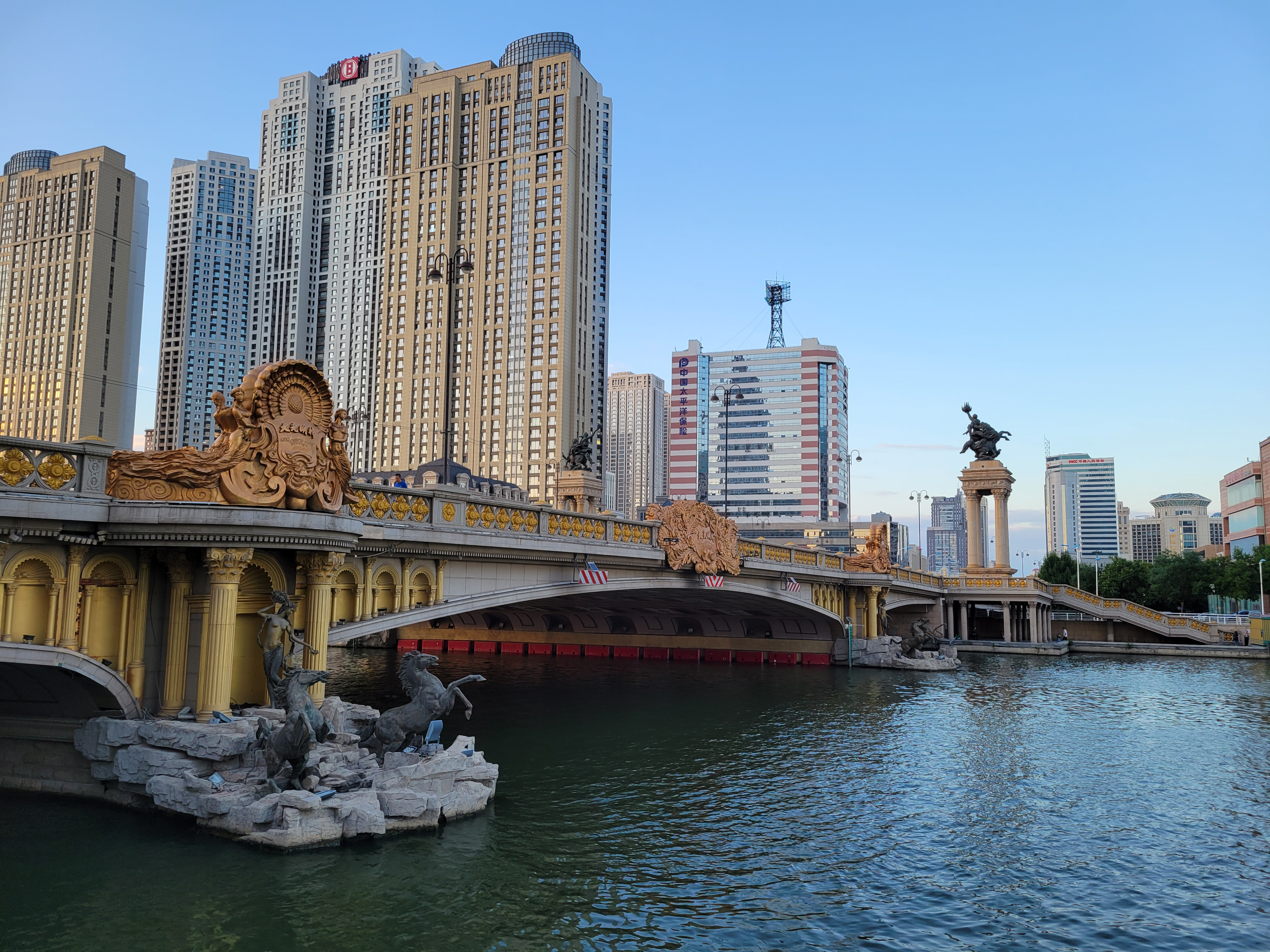
大光明桥

中华人民共和国成立后，1951年该区分为第四区和第五区，1952年并入第四区，同年，天津市第二工人文化宫在大直沽东南落成。1956年，第四区改名为河东区。1959年，天津音乐学院迁往河东区。1966 年，更名为东风区，两年后又改回原名。1968年，天津工业大学落成于河东区唐口。
1984年，天津市将东郊区万新村居住区划分给河东区。1985年，将月牙河以西地区划归河东区。1987年，天津站进行了彻底的翻新改建，在原老龙头车站原址建成了新站房和在楼顶高66米的圆柱形钟楼，面对海河。邓小平亲自为新天津站题写站名。1988年，河东区代管涉县铁厂街道。

2006年，旧天津南站拆除，在原址上形成南站商务区，即海河东岸商务区，为天津小白楼地区城市主中心的一个功能区。2010年，河东万达广场开业，万达商圈开始逐渐繁荣。2011年，天津工业大学搬迁至西青。2015年，渤海银行总部大厦建成，成为当时天津市第二高楼。2020年，河东区入选全国双拥模范城。海河东岸商务区建筑面积达300万平方米，截止2025年，己建成近20栋150米以上的高楼。

## 地理

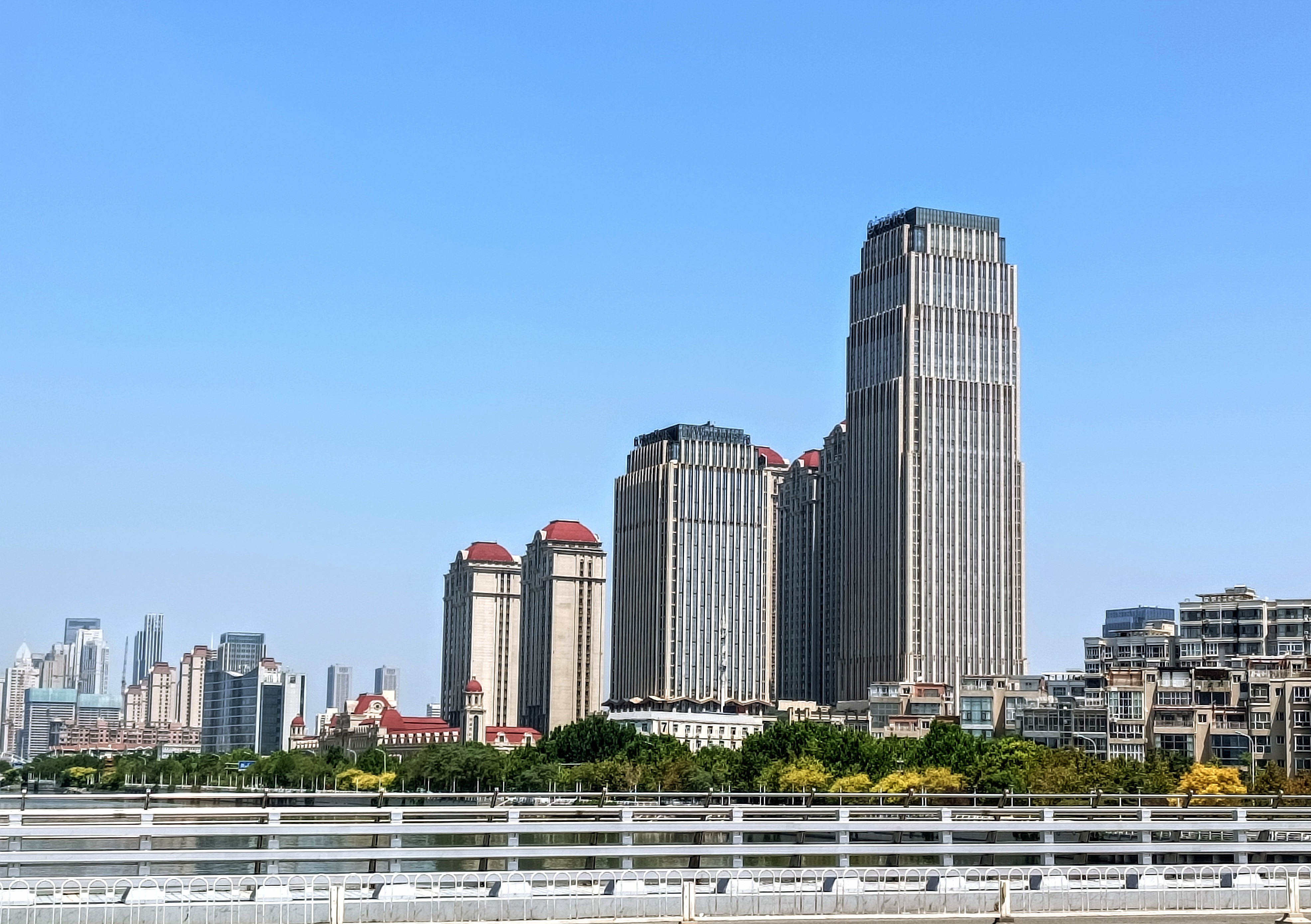
万达公馆

河东区位于天津市中心城区东部，是中心城区连接滨海新区的起始点，毗邻空港、海港，天津站交通枢纽坐落区内。隔海河与和平区、河西区相邻，向东与东丽区为伴，北与河北区相交。沿海河经济带8.28千米，天津商务区坐落其间。
河东区地形自西北向东南逐步降低，南缘与海河交接处地势相对低洼。全区平均海拔5.014米。有海河、月牙河、北排污河、新仓库护库河河道过境。属暖温带季风气候，季风显著，四季分明，降水集中，雨热同季。

## 旅游休闲

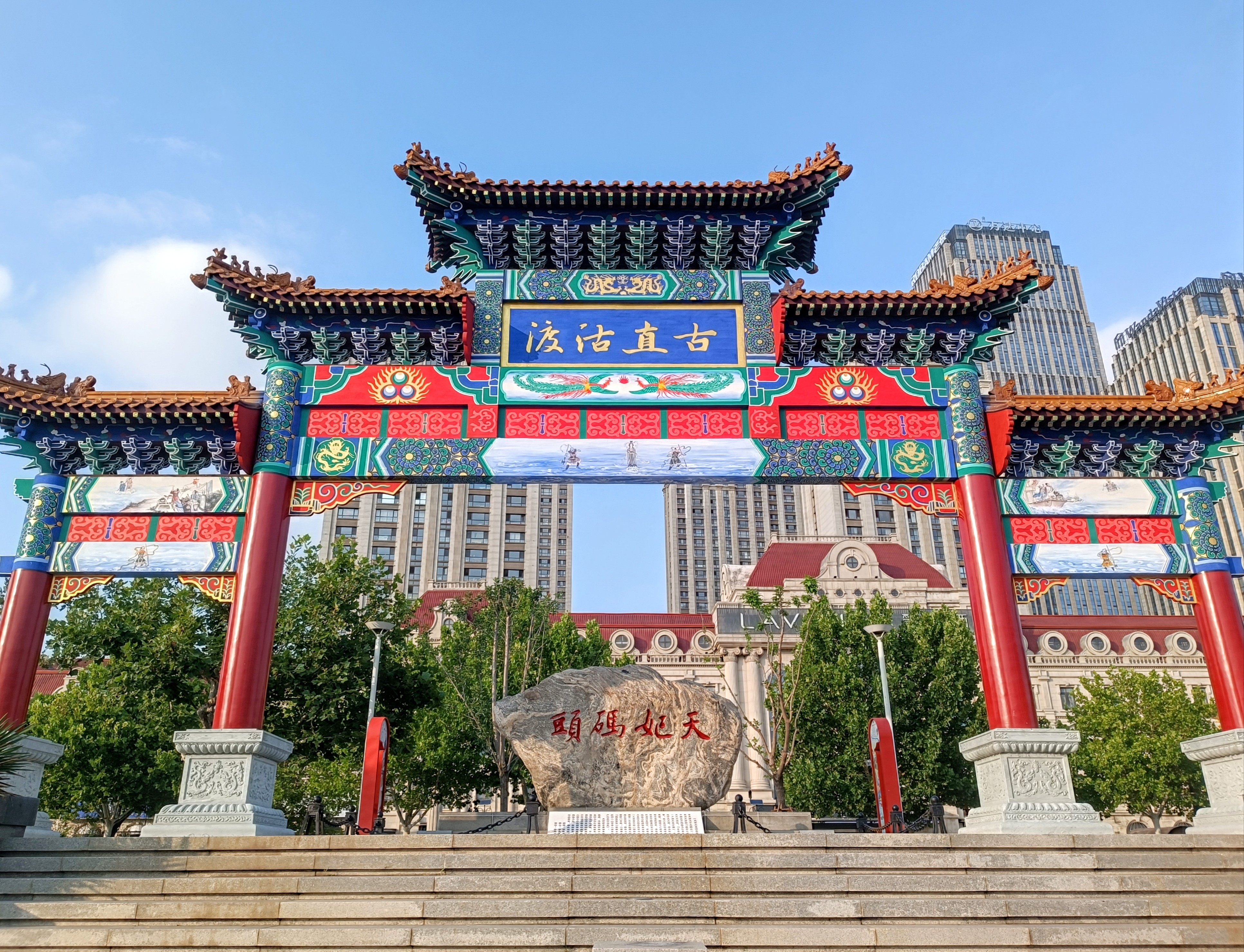
元海津镇天妃码头牌坊

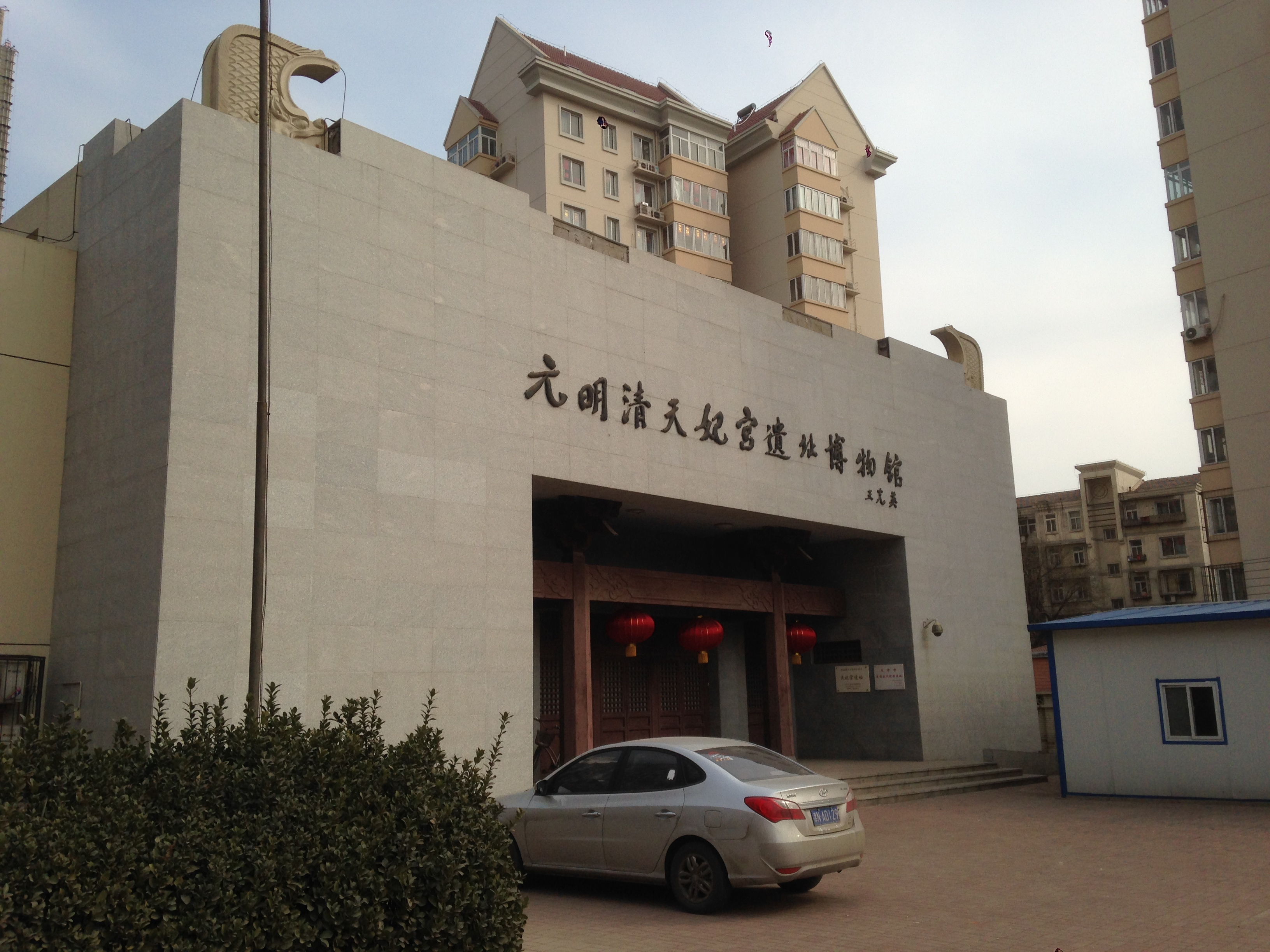
元明清天妃宫遗址博物馆

### 文化
- 天妃宫遗址 (全国重点文物保护单位）
- 荐福观音寺
- 俄欧风情街
- 原俄国驻天津领事馆
- 河东图书馆
- 天津音乐街
- 酒博印象博物馆
- 四德钟
- 天津机床工业博物馆
- 荐福庵
- 新仓库遗址

### 公园

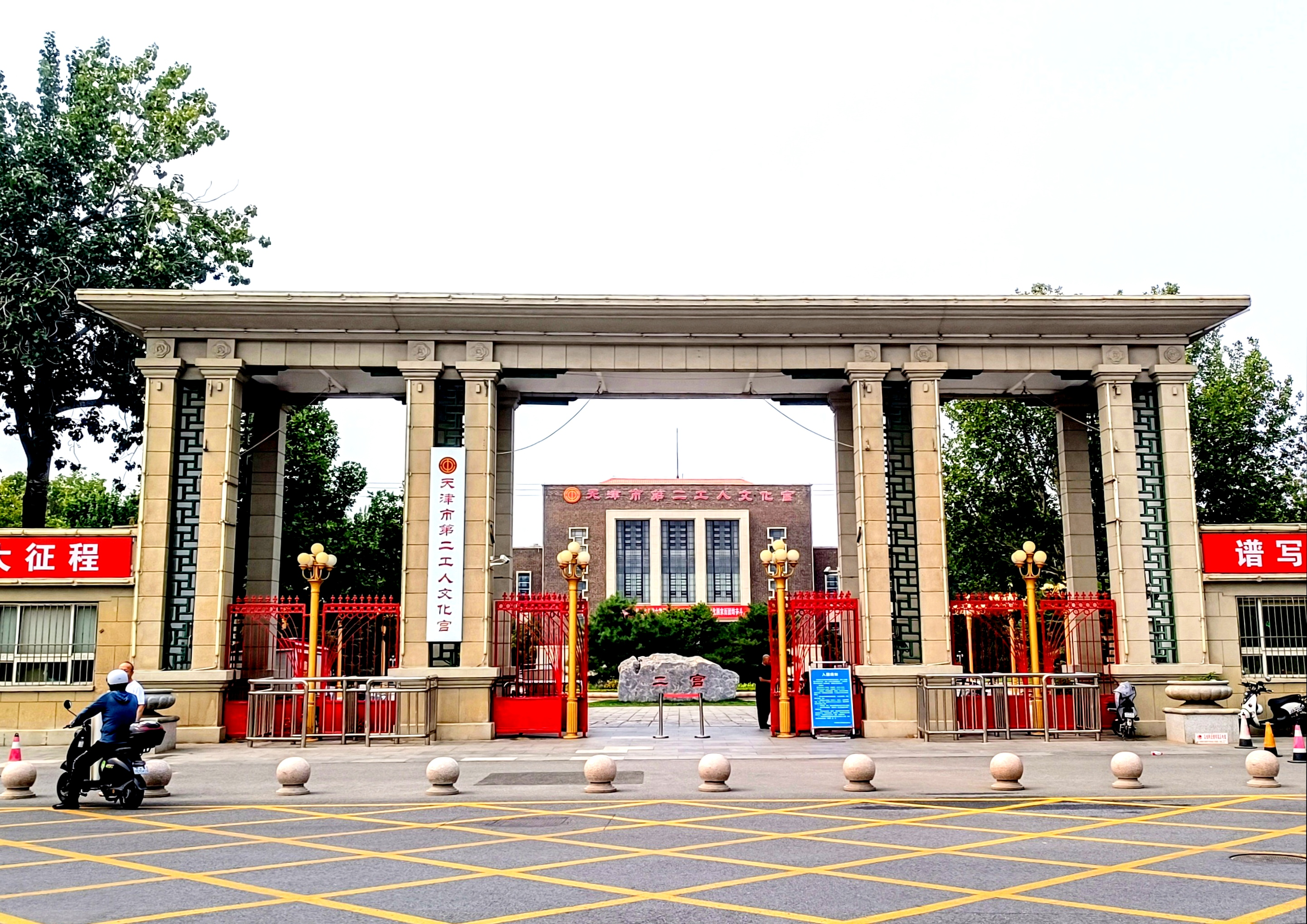
天津市第二工人文化宫

河东公园、桥园公园、第二工人文化宫公园、富民公园、天津河东体育中心、如意园、泰达津一产业公园、中山门公园、河东体育健身园、河东区危改纪念广场、河东文化公园、棉3创意街区棉花营地、海津大桥蒸汽火车头公园、月牙湾公园

## 行政区划

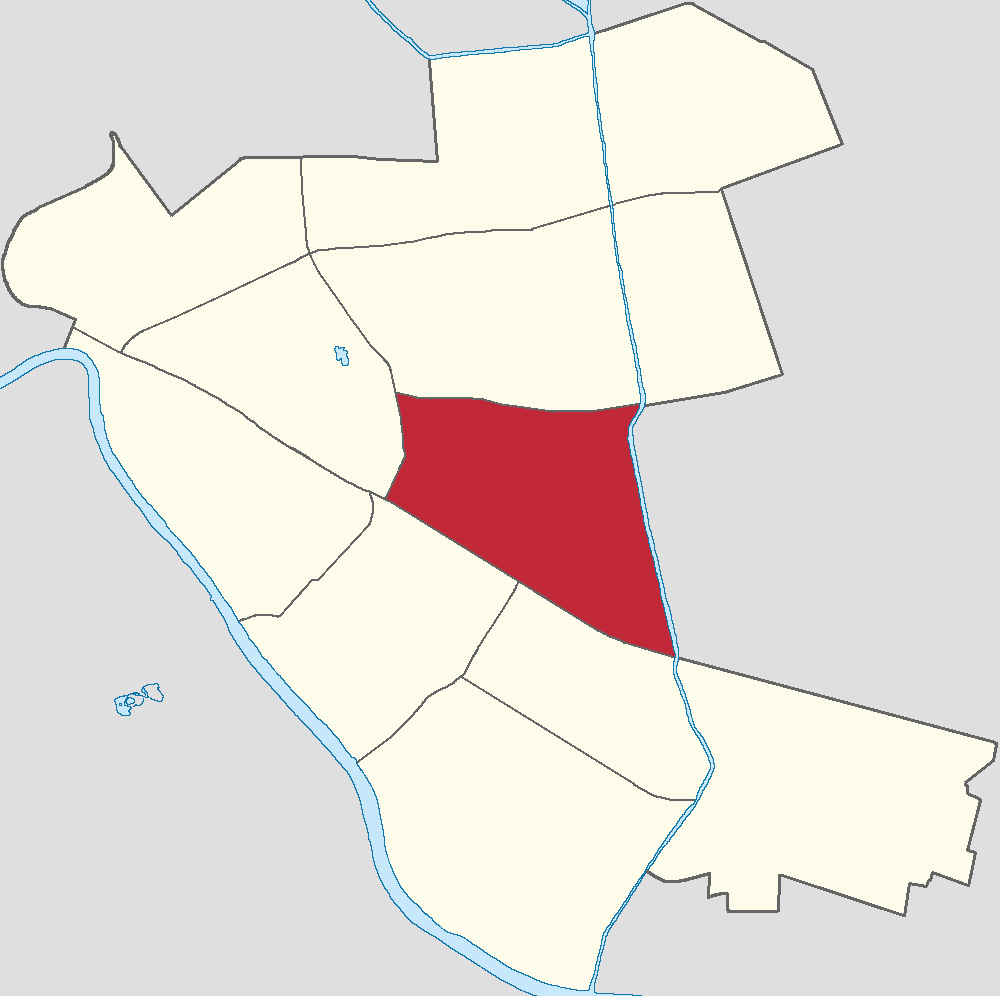
河东区行政区划图（不含天津铁厂街道），红色地区为区政府所在地--上杭路街道

河东区下辖13个街道：大王庄街道、大直沽街道、中山门街道、富民路街道、二号桥街道、春华街道、唐家口街道、向阳楼街道、常州道街道、上杭路街道、东新街道、鲁山道街道和天津铁厂街道，其中天津铁厂街道在河北省邯郸市涉县境内。
| 街道名称   | 人口(2010) | 面积(km2) |
| ---------- | ---------- | --------- |
| 大王庄街道 | 65,614     | 3.7       |
| 大直沽街道 | 88,860     | 2.83      |
| 中山门街道 | 94,762     | 2.41      |
| 富民路街道 | 45,419     | 5.17      |
| 二号桥街道 | 61,547     | 5.2       |
| 春华街道   | 69,829     | 3.02      |
| 唐家口街道 | 72,845     | 2.73      |
| 向阳楼街道 | 80,678     | 4         |
| 常州道街道 | 51,447     | 3.64      |
| 上杭路街道 | 66,164     | 3.78      |
| 鲁山道街道 | 90,809     | 3         |
| 东新街道   | 43,109     | 2.14      |
| 铁厂街道   | 29,769     | 13.8      |

## 交通

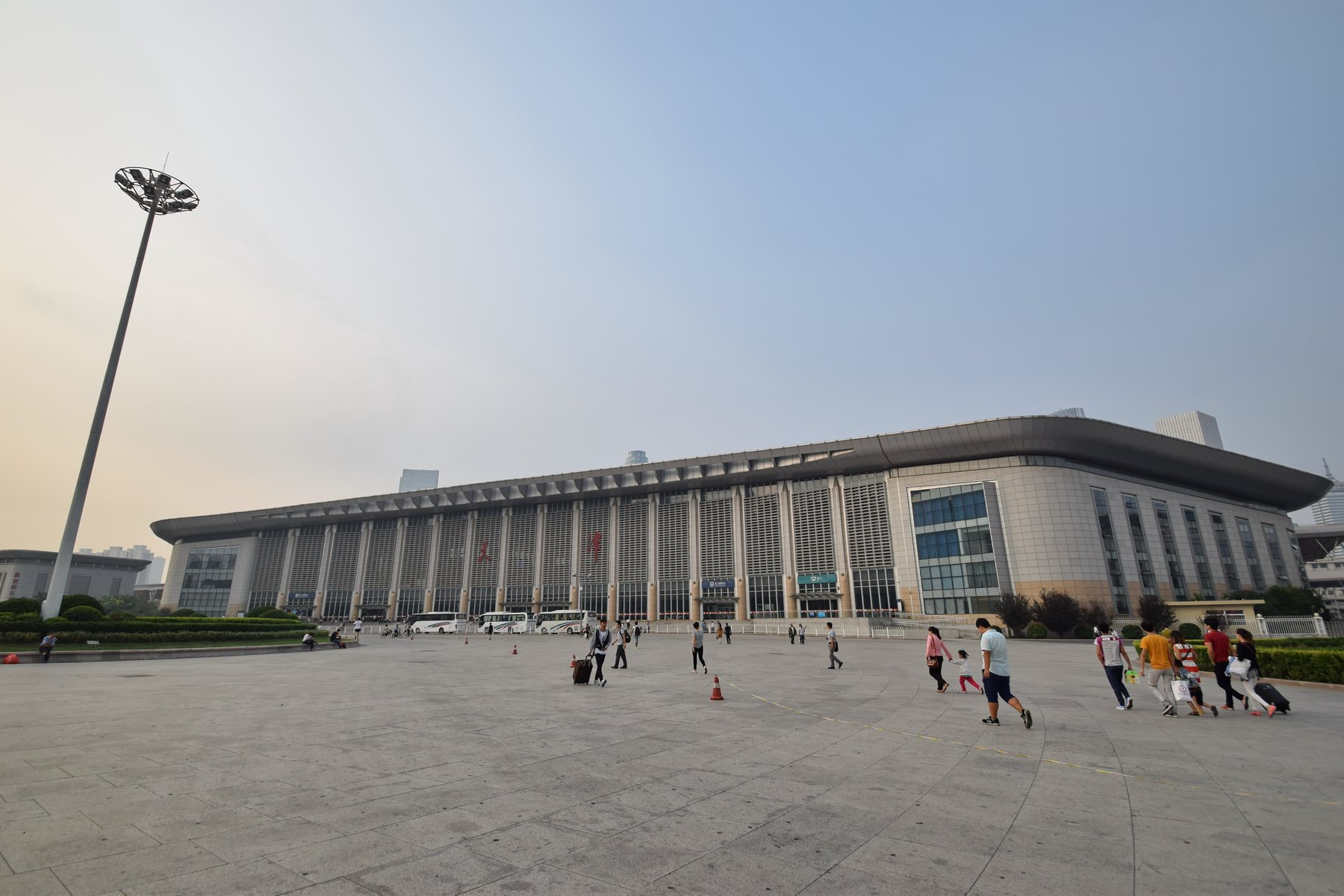
天津站后广场

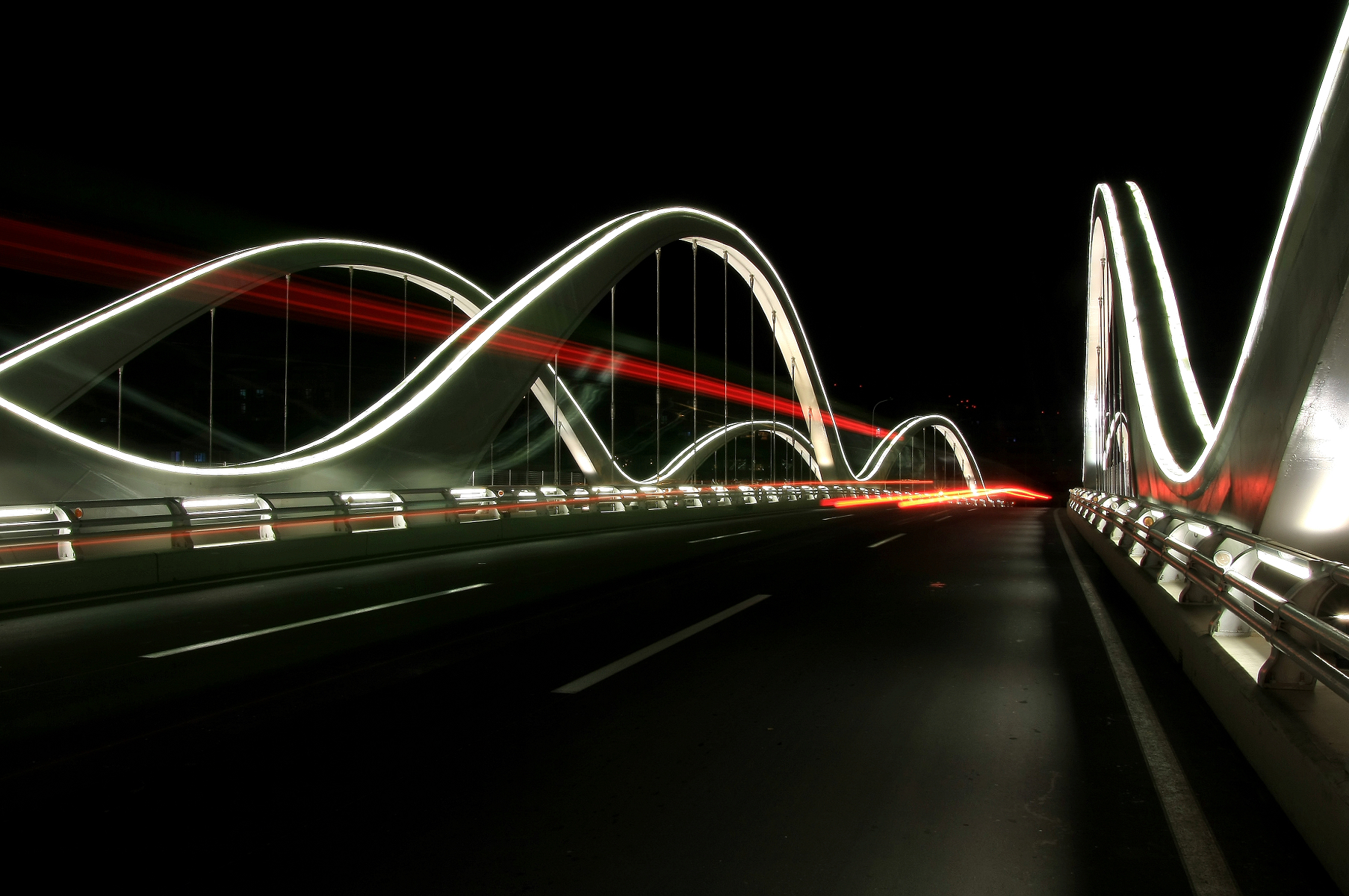
李公楼立交桥

- 天津站、旧火车南站(已拆除)、临时客运站(已关闭)
- 天津地铁
  -  █ 2号线 (天津站、远洋国际中心、顺驰桥、靖江路、翠阜新村、屿东城)
  -  █ 3号线 (天津站)
  -  █ 4号线 (六纬路、成林道、泰昌路、万东路）
  -  █ 5号线 (靖江路、成林道、津塘路、直沽)
  -  █ 9号线 (天津站、十一经路、直沽、东兴路、中山门、一号桥、二号桥、张贵庄）
  -  █ 10号线 (屿东城、崂山道、香山道、金贸产业园、龙涵道、环宇道)
  -  █ 11号线 (环宇道)
- 内环线：十一经路、新开路
- 中环线：东兴路、津滨大道、红星路
- 快速路：昆仑路
- 通莎客运站

## 社会

### 人口
根据(中国)天津市2020年第七次全国人口普查主要数据公报显示：河东区常住人口为858787人，男性占比50.02%，女性占比49.98%，年龄结构中0-14岁占比11.53%，15-64岁占比69.01%，65岁以上占比19.46%。

### 商业

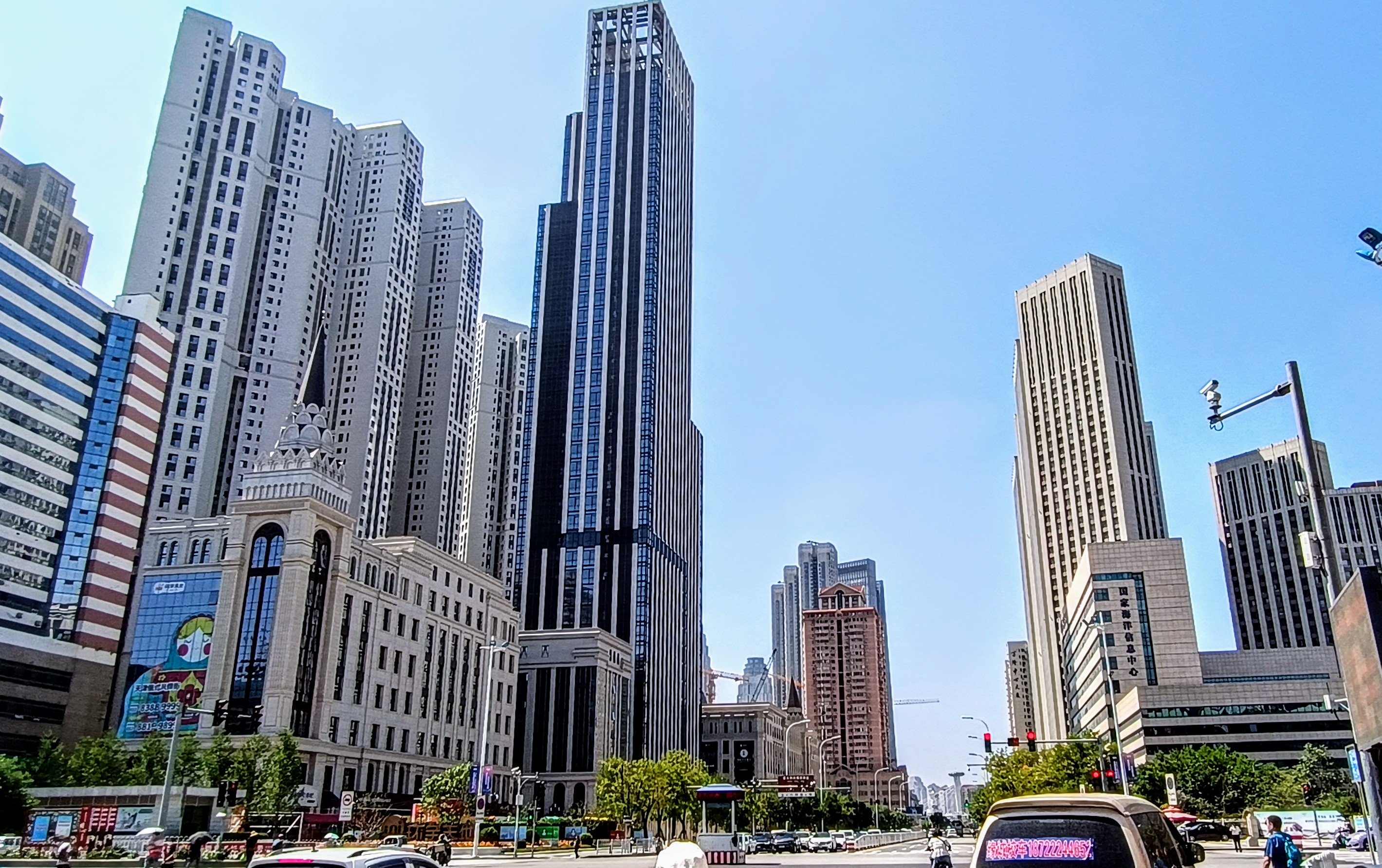
六纬路的俄罗斯风情街

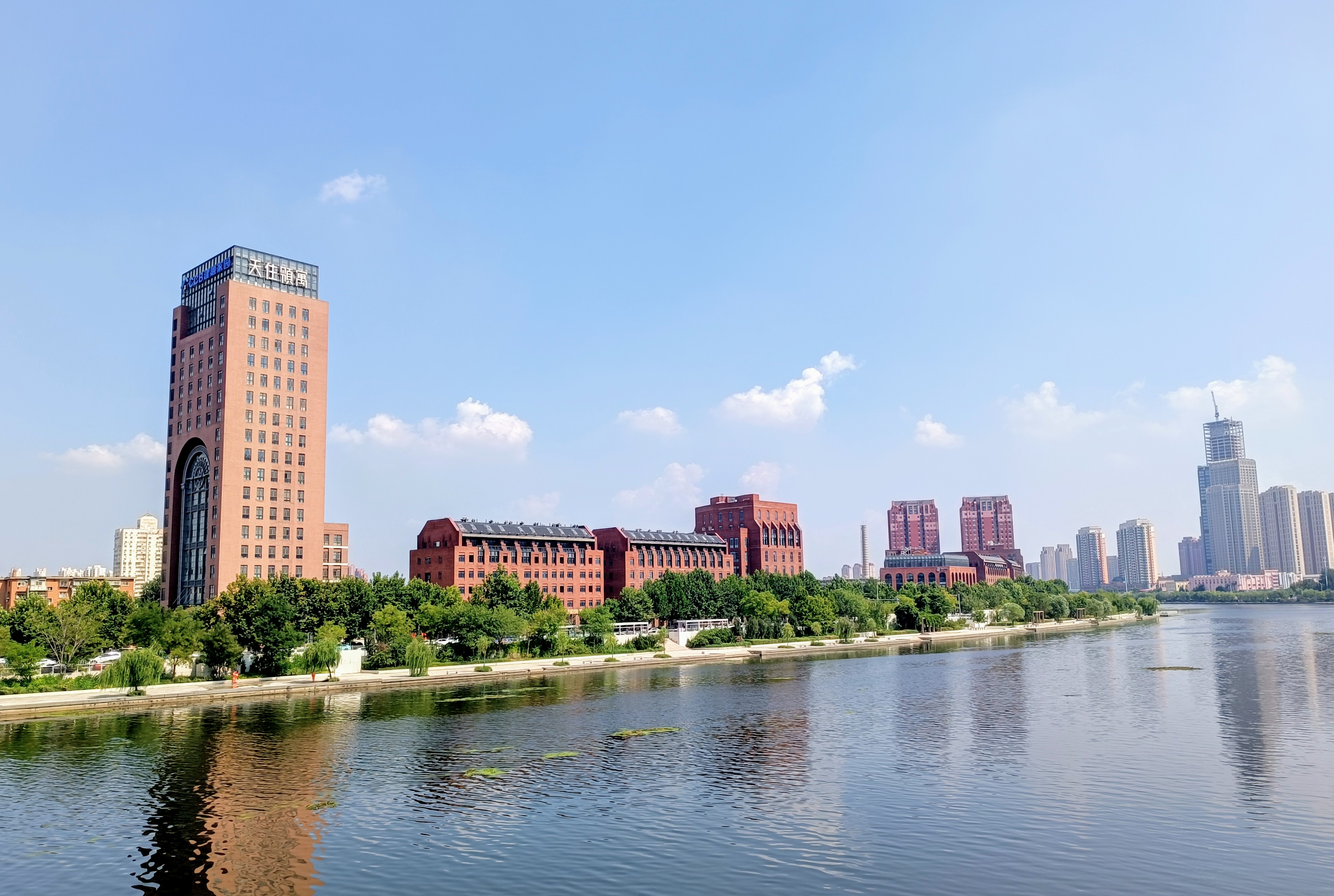
棉3创意街区

#### 津滨大道
河东万达广场、远洋乐堤港、红星美凯龙、平和装饰灯具城、中储生活广场、摩犸街区、河东金街、劳动道

#### 海河沿岸附近
远洋未来广场、嘉里汇、俄欧风情街、新生活广场、金茂汇、大直沽中路直沽风情街、棉3创意街区、金地广场、汇贤里

#### 万新居住区
路劲屿东城、喜悦购物公园、屿东城华润万家、缤纷购物广场、凤山商业广场

### 医疗
天津市第三中心医院、天津市职业病防治医院（工人医院）、天津市疾病预防中心、百信医院、天津天铁医院、河东妇产科医院、河东国大医院、河东钟山医院、天津河东德鄰中医医院

## 教育

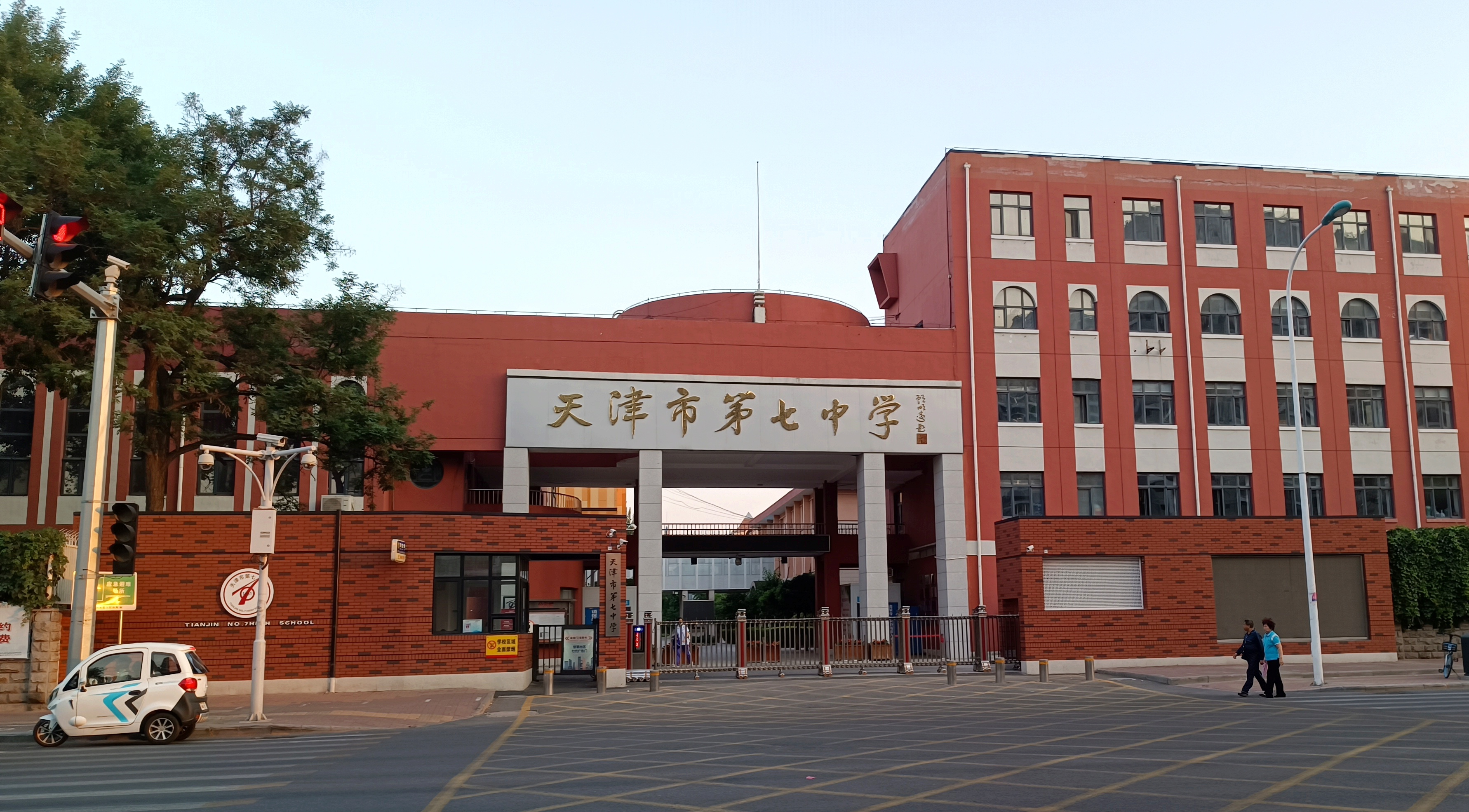
天津市第七中学主校区

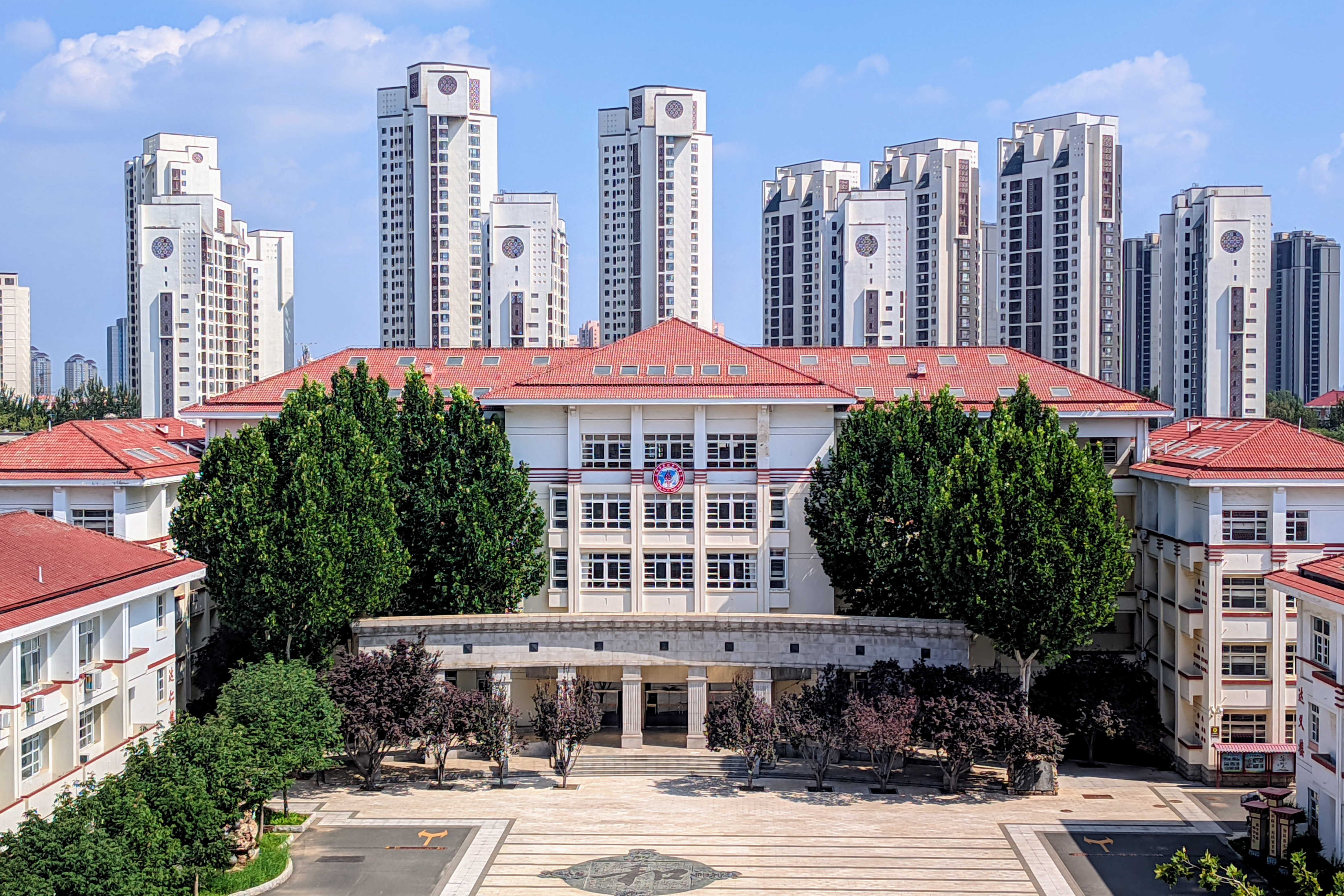
天津市第四十五中学广宁路校区

### 大学
- 天津音乐学院
- 中国人民武装警察部队指挥学院
- 中国人民解放军联勤保障部队工程大学天津校区
- 天津艺术职业学院
- 天津广播电视大学河东分校

### 高中

#### 公立高级中学
第七中学、第四十五中学、第一〇二中学、天津铁厂第二中学、七中太阳城学校、第五十四中学、一〇二中津华学校、四十五中华英学校、第三十二中学、第八十二中学、第八中学、第九十八中学、天津一中河东学校

#### 私立高级中学
求真高校、天津市嘉诚中学、天津市伯苓中学、天津市立德中学

### 小学&初中
| 学区片 | 小学 | 初级中学                                                                     |
| ------ | --- | ---------------------------------------------------------------------------- |
| 一片   | 互助道小学、中心东道小学、友爱道小学、松竹里小学、二号桥小学、福东小学                                                     | 第四十五中学、第九十八中学、七中卓越学校、七中育才学校                       |
| 二片   | 第一中心小学、六纬路小学、街坊小学、四十五中华英学校                                                                       | 第五十四中学、第八十二中学、四十五中华英学校、田庄中学                       |
| 三片   | 河东实验小学、缘诚小学、河东二实验小学、前程小学                                                                           | 第七中学、第三十二中学、第二十八中学、七中东局子学校                         |
| 四片   | 益寿里小学、第二中心小学、东兴小学、丽苑小学、香山道小学、盘山道小学、嵩山道小学、常州道小学、凤凰小学、冠云小学、行知小学 | 第一〇二中学、第八中学、香山道中学、盘山道中学、七中太阳城学校、七中实验学校 |
| 五片   | 天铁一小、天铁二小、天铁三小                                                                                               | 天铁一中                                                                     |

### 中专
天津市第一商业学校津塘路校区、天津市园林学校、天津音乐学院附属中等音乐学校、天津市市政工程学校

## 相关链接
- 天津·河东 （页面存档备份，存于）